# Gyłybowo (gmina)
Gyłybowo (bułg. Община Гълъбово)  − gmina w południowej Bułgarii, w obwodzie Stara Zagora.
Miejscowości wchodzące w skład gminy Gyłybowo:
- Apriłowo (bułg. Априлово),
- Gławan (bułg. Главан),
- Gyłybowo (bułg. Гълъбово) – siedziba gminy,
- Iskrica (bułg. Искрица),
- Mednikarowo (bułg. Медникарово),
- Musaczewo (bułg. Мусачево),
- Mydrec (bułg. Мъдрец),
- Obrucziszte (bułg. Обручище),
- Pomosztnik (bułg. Помощник),
- Razdełna (bułg. Разделна),
- Welikowo (bułg. Великово),